# Machado de Assis

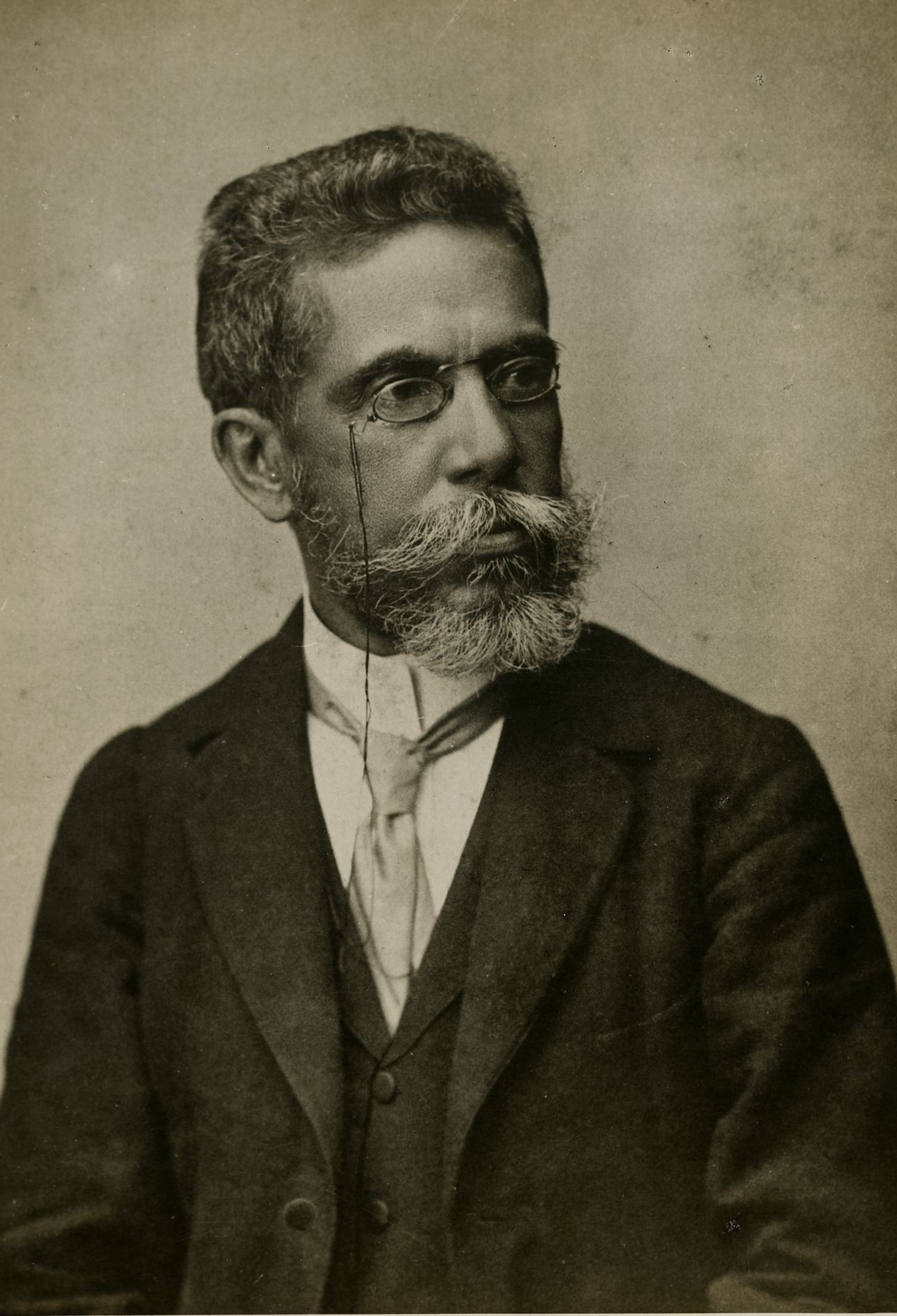
Machado de Assis

Joaquim Maria Machado de Assis [ʒoaˈkĩ maˈɾiɐ maˈʃadu dʒi aˈsis] (* 21. Juni 1839 in Rio de Janeiro; † 29. September 1908 ebenda) war ein brasilianischer Autor von Romanen, Kurzgeschichten und Gedichten. Er ist die wichtigste Figur in der brasilianischen Literatur und hatte großen Einfluss auf die Literatur Brasiliens im 19. und 20. Jahrhundert.

## Leben
Portugiesischer und afrikanischer Herkunft, wurde Machado de Assis in ärmlichen Verhältnissen in Rio de Janeiro geboren. Sein Vater, Francisco José Machado de Assis, war Arbeiter. Seine Mutter, Leopoldina Machado de Assis, verlor er sehr früh.

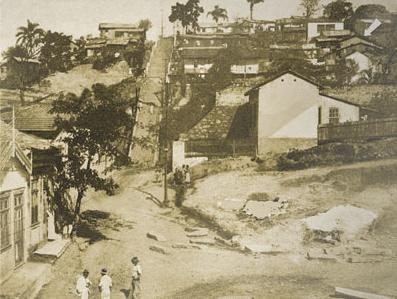
Das Morro do Livramento: Der Pfeil rechts oben zeigt das Haus, in dem Machado vermutlich geboren wurde und seine Kindheit verbrachte

Er wuchs im Stadtviertel Livramento von Rio de Janeiro auf. Als armer Mulatte (mulato: abwertend von mulo, Maulesel) hatte er nicht die Mittel zu einer geregelten Ausbildung und lernte deshalb, wo und wann er konnte. Dank seiner Stiefmutter, die in einer Mädchenschule Kerzen herstellte, konnte er dort am Unterricht teilnehmen. Nachts lernte er Französisch bei einem eingewanderten Bäcker.
Schon mit 15 Jahren veröffentlichte er sein erstes Gedicht, Ela (Sie). Es erschien in der Zeitung Marmota Fluminense am 12. Januar 1855. Im folgenden Jahr trat er in die Setzerlehre in den staatlichen Druckwerkstätten ein. Später arbeitete er dort auch als Korrekturleser. Schon im Jahr 1859 begann er dann, als Journalist beim Correio Mercantil zu schreiben, und 1860 beim Diário do Rio de Janeiro. 
1869 heiratete er die fünf Jahre ältere Portugiesin Carolina Augusta Xavier de Novais, die Schwester seines Freundes, bei dessen Zeitung er auch arbeitete, der jedoch drei Monate zuvor verstorben war. Seine gebildete Frau eröffnete ihm die Klassiker der portugiesischen und englischen Sprache.
Während Machado auf die aufsteigende Liberale Partei setzte, wurde er zu seiner Überraschung von dem mehrsprachigen und gelehrten Kaiser Dom Pedro II. unterstützt, der ihn 1867 als Führungskraft im Regierungsanzeiger beschäftigte und ihn 1888 zum Ritter des Rosenordens schlug. 
Ab 1872 arbeitete er als erster Sekretär im Ministerium für Landwirtschaft, Handel und öffentliche Arbeiten. Im Jahr 1889 wurde er zum Direktor für Handel in diesem Ministerium ernannt. Dennoch setzte er die Arbeit an seinem umfangreichen Werk fort.

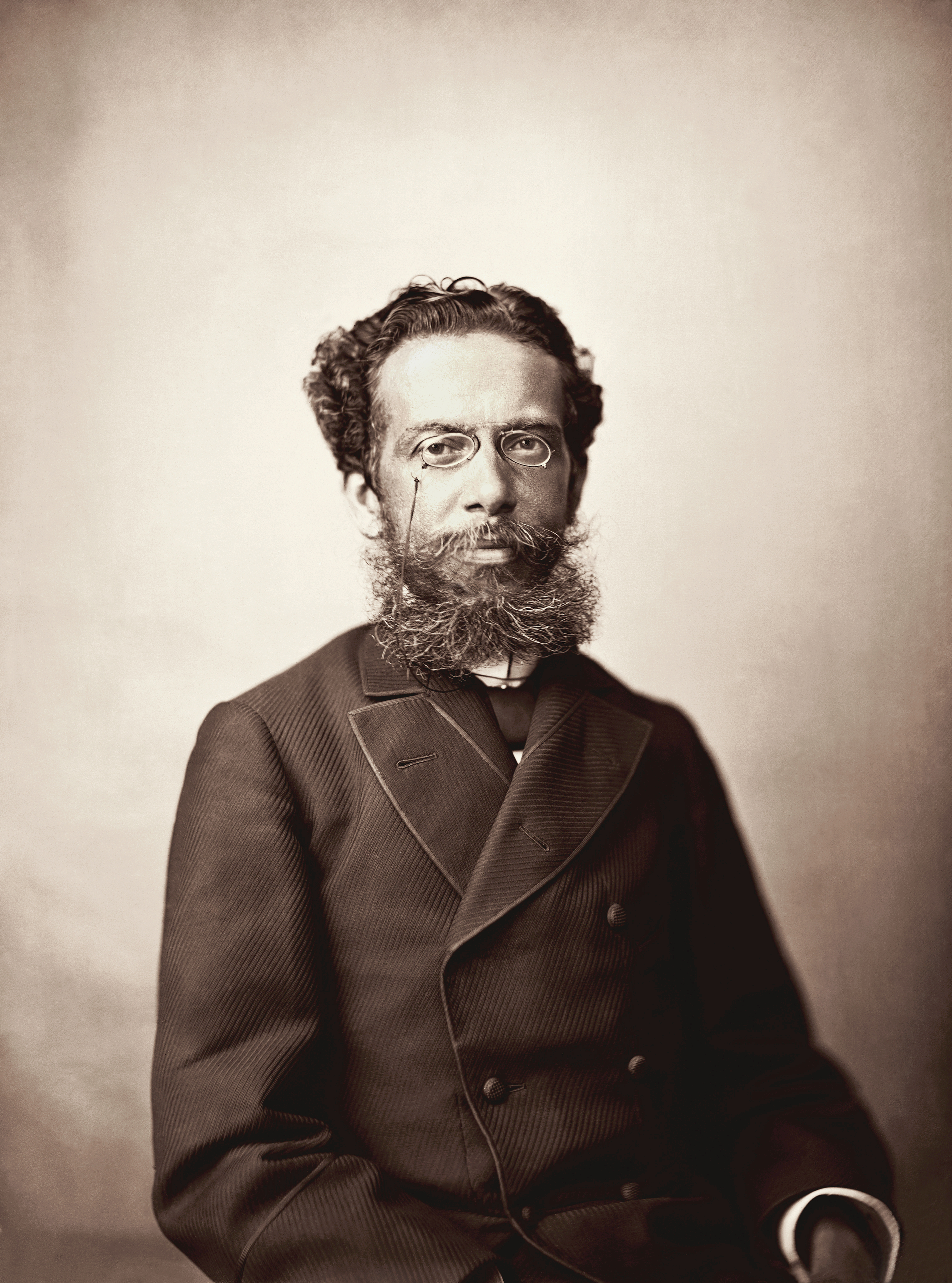
Joaquim Maria Machado de Assis

Mit seinen Freunden José Veríssimo und Lúcio de Mendonça arbeitete er in der Zeitschrift Revista Brasileira zusammen. In dieser intellektuellen Gruppe wurde die Idee der Schaffung der Brasilianischen Akademie der Literatur geboren, die 1897 gegründet und zu deren erstem Präsidenten Machado de Assis ernannt wurde. 
Während seines gesamten Lebens schrieb er in allen literarischen Genres. Seine frühen Werke sind klassische, romantische Gedichte und Romane. Ab den 1880er Jahren lassen sich seine Arbeiten keinem Genre zuordnen. Die Charaktere seiner Romane bringen seine Ansicht zum Ausdruck, dass man nicht vorwärtskommt, indem man einfach den Spielregeln folgt. Viele dieser Charaktere gewinnen, um morgen zu verlieren.
Autobiographische Züge sind in seinen Werken sehr schwer zu finden; er war der Ansicht, dass man ein interessantes Buch schreibt, indem man Dinge auslässt. Dies soll die Vorstellungsgabe des Lesers anregen. Über das persönliche Leben der wichtigsten Figur in der brasilianischen Literatur, der stets auch gegen seine Epilepsie und sein Stottern ankämpfen musste, ist deshalb wenig bekannt.

## Stellung des Werkes in der brasilianischen Literatur
Machado de Assis ist der Klassiker der brasilianischen Frühmoderne. Er verfasste 9 Romane und 226 contos (deutsche Entsprechung etwa: Novellen, Erzählungen, aber auch Legenden, Mythen). Anfangs macht er Konzessionen an den romantischen Zeitgeist, doch in den 1870er Jahren wird sein Ton realistischer und skeptischer, später neigt er einem literarischen Impressionismus zu. Bis etwa 1880 bringt er die Literatur auf die Höhe der europäischen Moderne. 
Mit Machado hält der Zweifel Einzug in die brasilianische Literatur; er bricht auch mit dem uneingeschränkten Patriotismus der weißen Eliten, für den beispielhaft das Werk des Romantikers Gonçalves de Magalhães (1811–1882) steht. Der Krieg gegen Paraguay von 1864 bis 1870 hatte – obgleich er siegreich beendet wurde – ein Trauma hinterlassen, das Kaiserreich ging 1889 an seinen Dysfunktionalitäten und am Widerstand der nationalistischen städtischen Elite gegen den „portugiesischen“ Kaiser zugrunde, doch die neuen Realitäten kamen bei den weißen Grundbesitzern auf dem Lande, die ihren Reichtum der Arbeit von Sklaven verdankten, nicht an. Machado de Assis zeigt die Verdrängung und Heuchelei auf, die der Nostalgie der Besitzenden zugrunde lag. In seinem Roman Dom Casmurro steht der Held Bento beispielhaft für die Brasilianer, die sich nicht mit den neuen Realitäten abfinden können. Dem Problem der Leibeigenschaft begegnet er mit der ihn kennzeichnenden subtilen Ironie. Immer wieder tritt er aus der Erzählung heraus und spricht die Leser direkt an. Die Literaturkritik hat in der Folge vor allem darüber diskutiert, ob sein Werk noch als realistisch oder gar als antirealistisch zu bezeichnen ist. Seine stilistischen Innovationen heben ihn jedoch aus dem Realismus des 19. Jahrhunderts heraus, während es zugleich ein realistisches Abbild der brasilianischen Gesellschaft erzeugt.

## Werke

### Lyrikbände
- Crisálidas. 1865.
- Falenas. 1870.
- Americanas. 1875.
- Ocidentais. 1880.
- Poesias completas. 1901.

### Romane
- Ressurreição. 1872.
- A mão e a luva. 1874.
- Helena. 1876.
- Iaiá Garcia. 1878.
- Memórias Póstumas de Brás Cubas. 1881.
  - deutsch: Die nachträglichen Memoiren des Bras Cubas. Übersetzt von Wolfgang Kayser. Nachwort von Susan Sontag. Manesse Bibliothek der Weltliteratur, Zürich 2003, ISBN 3-7175-2018-0[3]
- Casa Velha. 1885.
- Quincas Borba. 1891.
- Dom Casmurro. 1899.
  - deutsch: Dom Casmurro. Übersetzt von Harry Kaufmann. Suhrkamp Verlag, Frankfurt 2008.
  - deutsch: Dom Casmurro.  Übersetzt von Marianne Gareis. Nachwort von Kersten Knipp. Manesse Bibliothek der Weltliteratur, Zürich 2013, ISBN 978-3-7175-2300-0.
- Esaú e Jacó. 1904.
- Memorial de Aires. 1908
  - deutsch: Tagebuch des Abschieds. Übersetzt von Berthold Zilly. Verlag Friedenauer Presse, Berlin 2009, ISBN 978-3-932109-55-3.

### Erzählbände
- Contos Fluminenses. 1870.
- Histórias da Meia-Noite. 1873.
- Papéis Avulsos. 1882.
- Histórias sem Data. 1884.
- Várias Histórias. 1896.
- Páginas Recolhidas. 1899.
- Relíquias da Casa Velha. 1906.
- Der geheime Grund. Erzählungen. Übersetzt und mit einem Nachwort von Curt Meyer-Clason. Eichborn (in der Reihe Die Andere Bibliothek), Frankfurt am Main 1996, ISBN 978-3-8218-4142-7.
- Das babylonische Wörterbuch. Übersetzt von Marianne Gareis und Melanie P. Strasser. Mit einem Nachwort von Manfred Pfister. Manesse Verlag (in der Reihe Manesse Bibliothek der Weltliteratur), München 2018, ISBN 978-3-7175-2422-9.

### Dramen
- Hoje avental, amanhã luva. 1860.
- Queda que as mulheres têm para os tolos. 1861.
- Desencantos. 1861.
- O caminho da porta. 1863.
- O protocolo. 1863.
- Teatro. 1863.
- Quase ministro. 1864.
- Os deuses de casaca. 1866.
- Tu, só tu, puro amor. 1880.
- Não consultes médico. 1896.
- Lição de botânica. 1906.